# Electronic Wind Instrument
Pour les articles homonymes, voir EWI (homonymie).

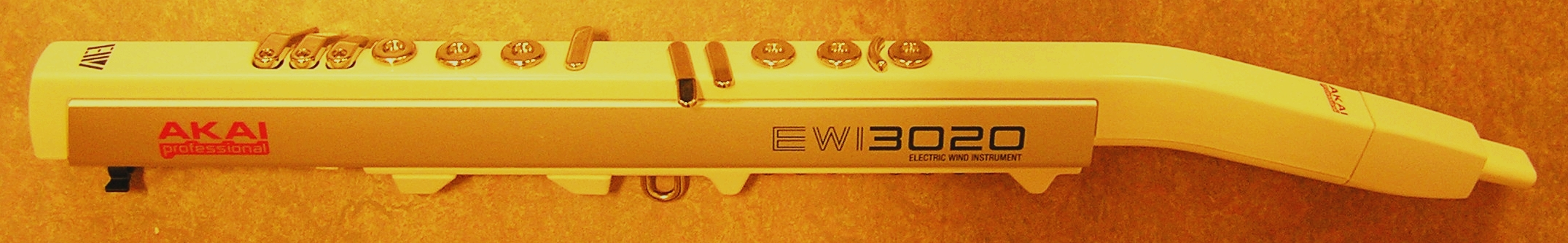
Un EWI 3020 Akai.

Un Electronic Wind Instrument (ou EWI) est un contrôleur à vent électronique (en) inventé par Nyle Steiner dans les années 1970,. Cet instrument permet de piloter un synthétiseur avec le souffle. Plusieurs modèles de marques différentes (Steiner, Akai, Berglund...) ont ensuite été fabriqués.

## Histoire

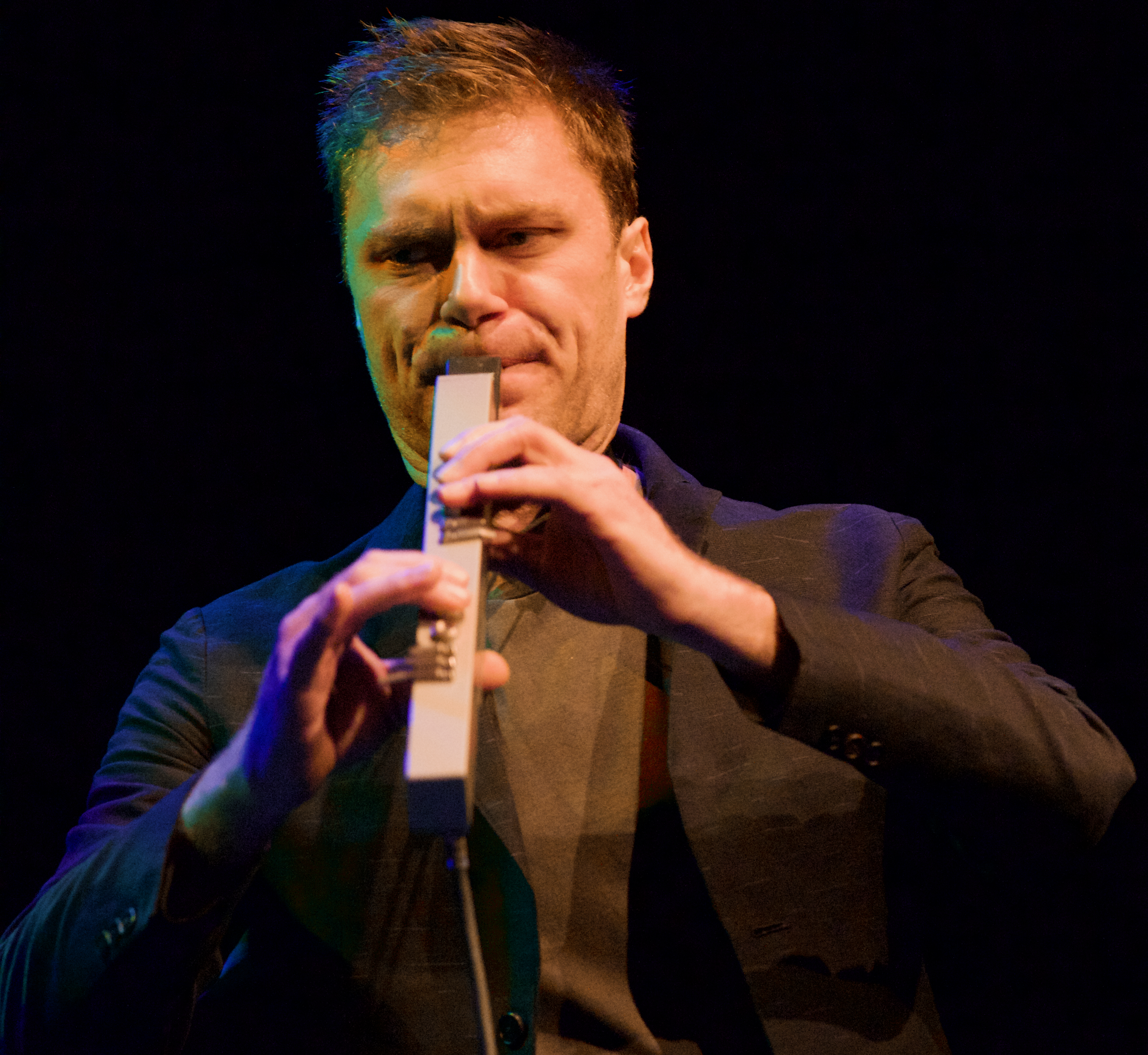
Chase Baird avec un EWI1000.

L'EWI a été inventé par Nyle Steiner et constitue sa deuxième conception d'instrument à vent électronique. Dans les années 1970, Steiner a commercialisé un premier synthétiseur à vent analogique avec des doigtés de type instrument de la famille des cuivres, appelé EVI (en anglais : Electronic Valve Instrument). Steiner a ensuite développé l'EWI, dont le système de doigté unique se rapproche davantage du style des instruments à vent de la famille des bois. Les premiers modèles de ces instruments sont apparus dans les années 1970, et l'EWI a été commercialisé au début des années 1980.

## Utilisation
Les modèles EWI peuvent contrôler des synthétiseurs externes ou d'autres instruments MIDI, simultanément ou à la place des synthétiseurs fournis avec l'instrument. Les premiers EWI nécessitent un boîtier externe, tandis que les EWI4000s d'AKAI (arrêtés en 2019) et les EWI5000 d'AKAI encore disponibles actuellement ont des sorties MIDI intégrées. Le plus récent EWI SOLO et l'EWI USB, qui n'est plus commercialisé (à partir de 2022), ne disposent que d'un connecteur USB. En 2021, la société Berglund, qui produit un petit volume (industrie artisanale), fabrique également ses propres variantes originales des modèles classiques EVI et EWI de Steiner, approuvées et validées par Nyle Steiner lui-même. Les modèles Berglund offrent le MIDI sans fil, contrairement aux produits Akai actuels (à partir de 2022). Le MIDI sans fil peut être obtenu sur les modèles Akai avec des produits tiers non officiels à moindre coût, bien qu'il s'agisse d'un bricolage.
Tout EWI peut jouer des synthétiseurs logiciels fonctionnant sur un ordinateur.

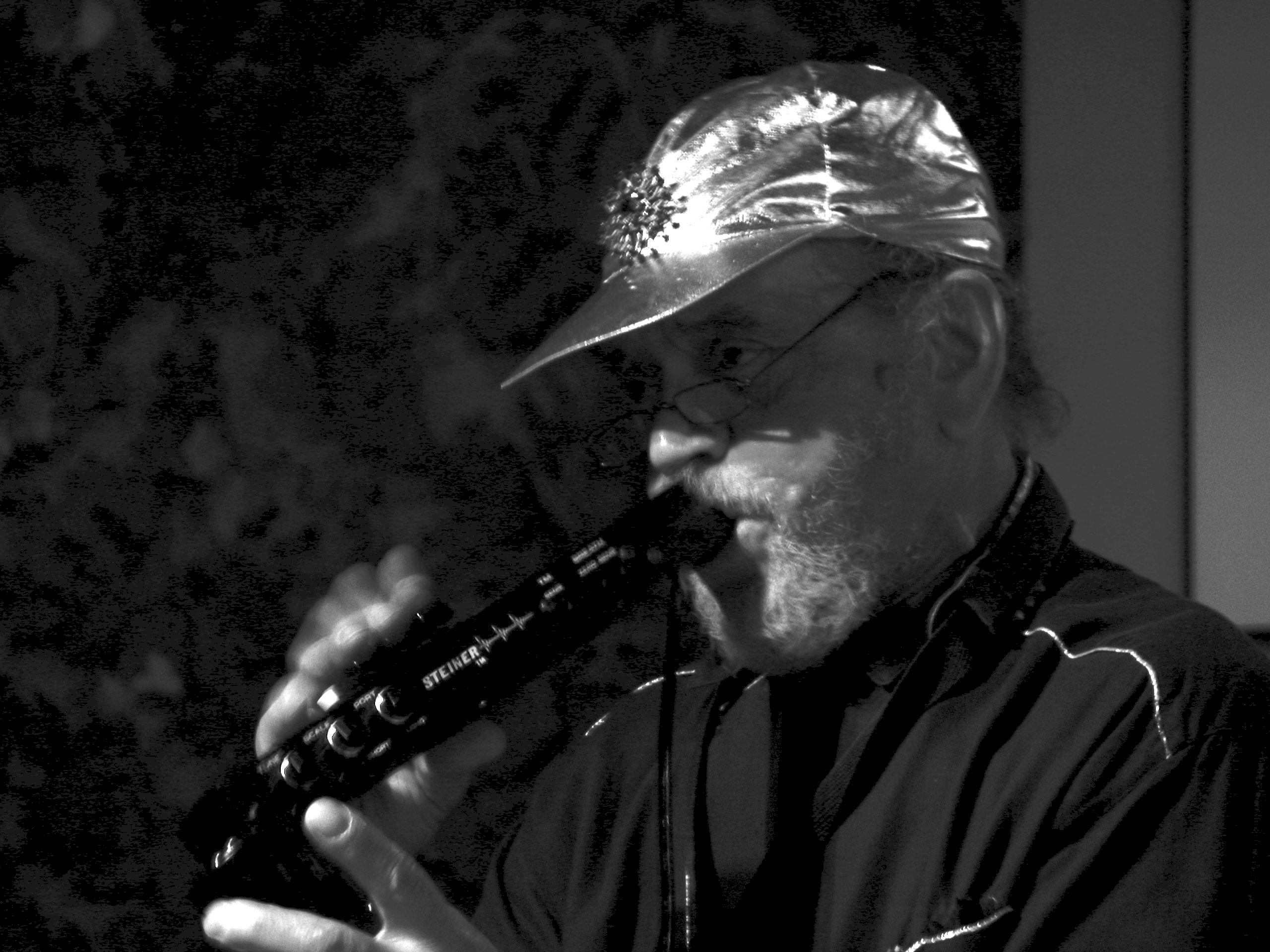
Marshall Allen, jouant un EVI Steiner.

Les premiers modèles d'EWI et d'EVI se composaient de deux parties : un contrôleur de vent et un synthétiseur analogique à commande numérique dans un boîtier de type rackmount (qui abrite également l'électronique de l'instrument). Akai a repris les instruments EVI et EWI de Steiner et a sorti plusieurs modèles avec son aide. Aujourd'hui, Akai ne fabrique plus que des modèles basés sur l'EWI, après avoir abandonné l'EVI, qui a connu un succès commercial moindre. Les modèles Akai actuels EWI5000 et EWI SOLO contiennent des synthétiseurs numériques intégrés à base d'échantillons et ne nécessitent pas de boîtier externe. Akai propose également l'EWI USB, un contrôleur MIDI à cinq octaves qui se connecte directement à un ordinateur Mac ou Windows via USB et utilise un logiciel pour le contrôle.

## Système de clétage
Les instruments à vent, selon la marque (Akai ou Berglund, ce dernier étant appelé NuRad), peuvent utiliser le système de clétage Boehm utilisé par la plupart des instruments à vent de la famille des bois, ou d'autres doigtés, comme ceux de la flûte à bec ou du tin whistle. L'instrument ressemble un peu à un saxophone soprano ou à une clarinette, sauf que ses touches sont activées par le toucher et non par bouchage des trous d'harmonie (c'est-à-dire que les doigts du musicien ne reposent pas sur des trous ou des plateaux).
Les doigtés de l'EWI de Nyle Steiner étaient nouveau parce que les principes de cet instrument ne reposent pas sur ceux d'un instrument acoustique (voir colonne d'air). Au lieu de fermer ou d'ouvrir un trou, chaque touche de l'EWI agit comme un modificateur de la hauteur des notes qui peut changer la valeur des notes d'un demi-ton ou d'un ton entier en plus ou en moins. Par conséquent, les doigtés sont similaires à ceux d'un instrument en système Boehm, mais de nombreux autres doigtés alternatifs sont possibles sur l'EWI, ce qui n'est pas le cas sur les instruments acoustiques. Cela confère à l'invention de Steiner une certaine flexibilité, tout en restant familière aux joueurs de bois.
Les EWI de génération ultérieure peuvent être commutés sur les modes de doigté de flûte, de hautbois et de saxophone. L'EWI 5000 et l'EWI USB disposent également d'un mode de doigté d'instrument à valve électronique (EVI) qui permet aux cuivres de jouer de l'EWI . Comme un saxophone soprano ou une clarinette, l'EWI est droit avec une légère courbure vers l'intérieur quelques centimètres sous l'embouchure, et il est tenu devant le corps avec une courroie de cou.

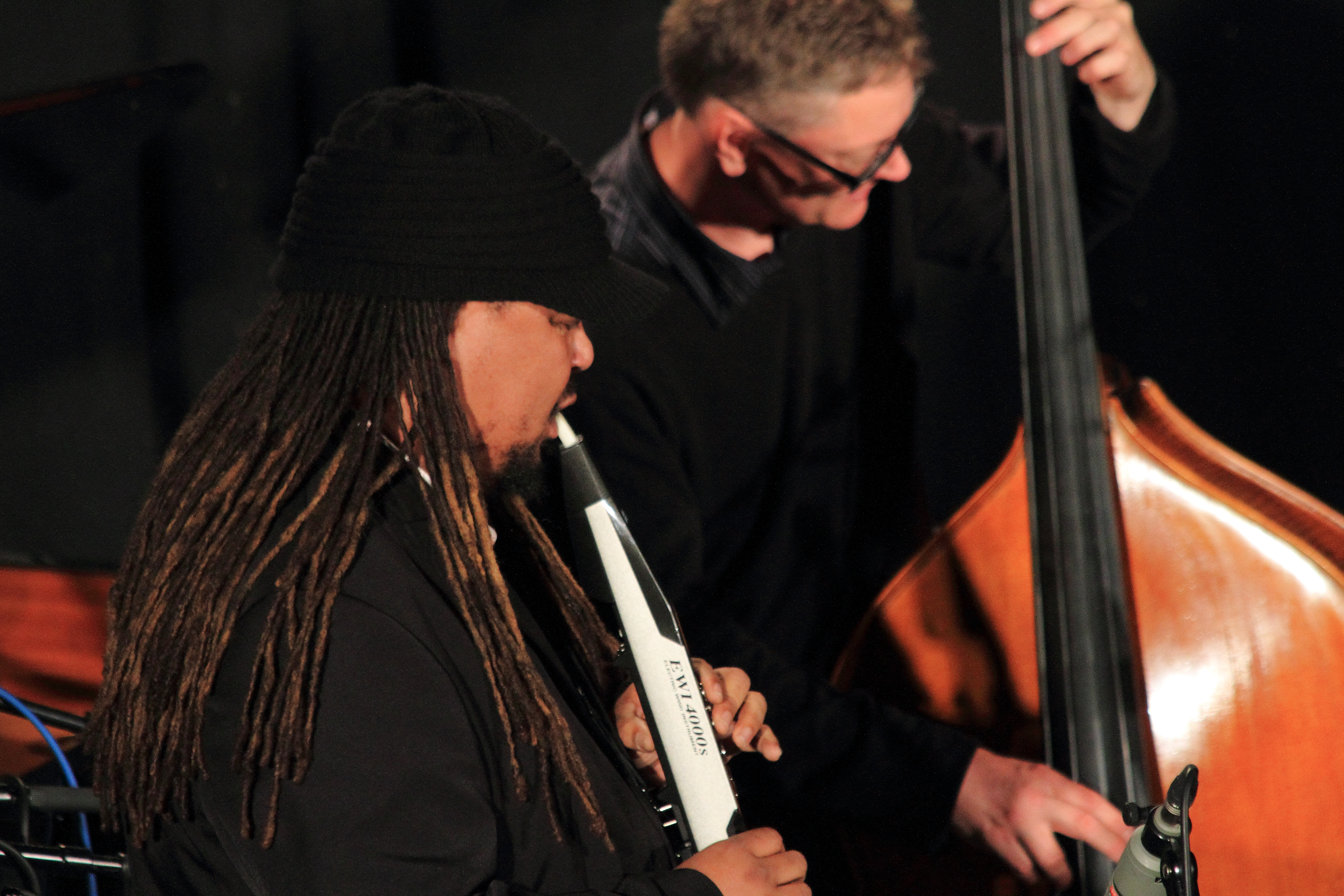
Dayna Stephens avec un EWI 4000s.

L'EWI possède un bec en silicone avec des capteurs pour la pression de l'air (qui envoie le MIDI Breath Control par défaut) et la pression de la pince de l'embouchure (qui envoie le vibrato, plus spécifiquement un "blip" rapide de hauteur vers le haut et vers le bas par défaut, mais qui peut également être acheminé vers la modulation ou d'autres contrôles CC à la préférence du musicien). Les touches (clés par analogie) de l'EWI  ne bougent pas (au lieu de cela, elles détectent le contact des doigts par capacité corporelle (en)). Toutefois, cette nature sensible des touches capacitives ne plaît pas immédiatement à tous les musiciens, dont certains préfèrent les instruments à vent électroniques dotés de clés mécaniques sur lesquels ils peuvent poser leurs doigts, plus proches d'un saxophone, bien qu'une courte période d'adaptation permette aux musiciens à vent de s'adapter facilement. La sensibilité du souffle est l'un des paramètres qui peut être réglé selon les préférences de l'instrumentiste.

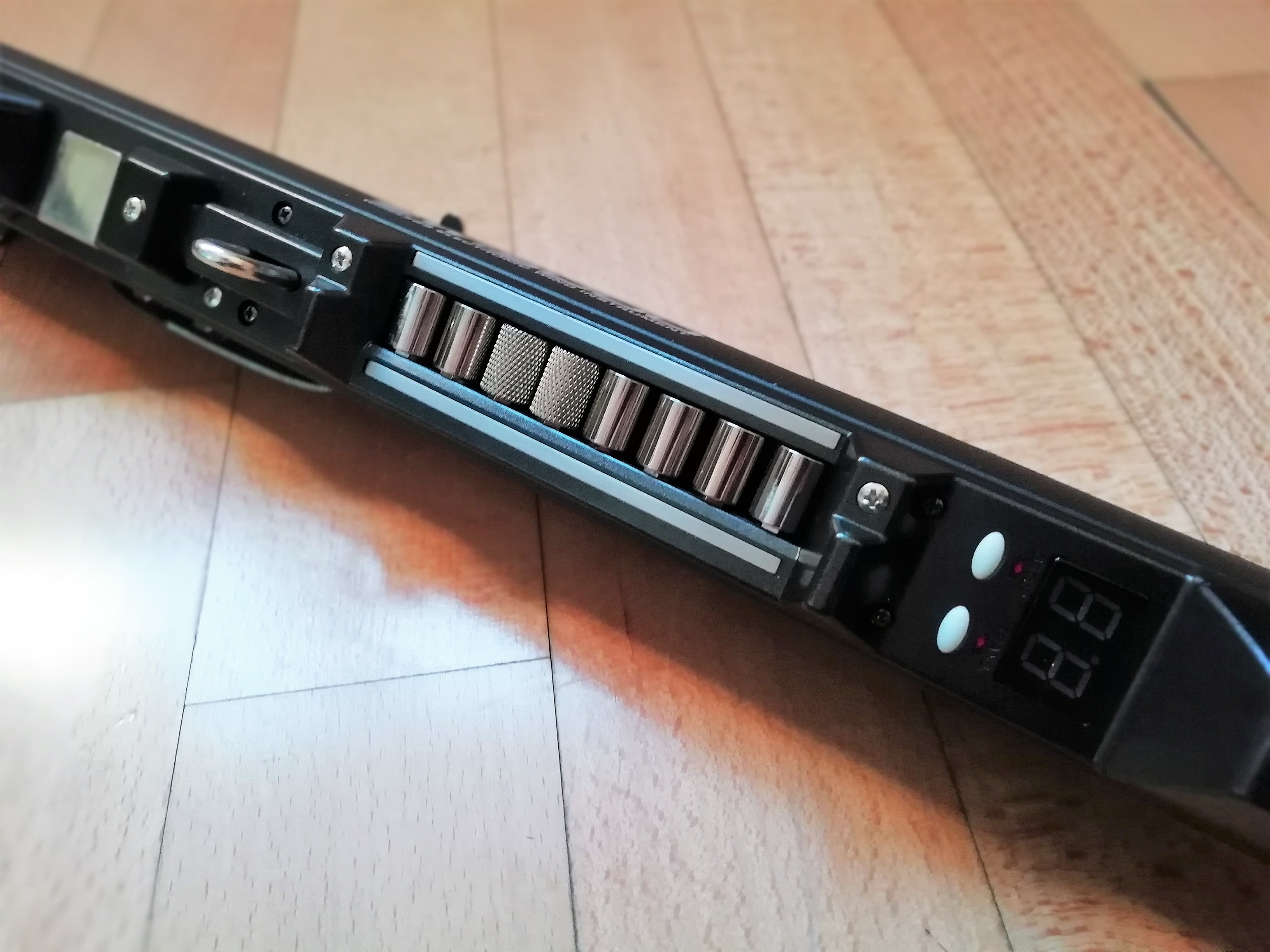
Plaque, anneau de cordon et rouleaux d'octave sur un EWI 5000.

Contrairement aux instruments à vent acoustiques, le doigté est identique dans chaque octave. L'octave actuelle est déterminée en plaçant le pouce gauche entre deux des quatre à huit rouleaux (selon le modèle), et aussi en roulant le pouce jusqu'aux extrémités de la piste de rouleaux de l'EWI USB pour obtenir la cinquième octave à partir des seuls rouleaux de quatre octaves sur ce modèle. Toucher une plaque à côté des rouleaux envoie un portamento par défaut (cette bande de portamento n'est pas présente sur l'EWI USB). Les EWI ont également des plaques de pitch bend vers le haut et vers le bas, toutes actionnées par le pouce droit. Le dernier EWI connu sous le nom de Solo n'a qu'une plaque de pitch bend vers le bas, de sorte que le musicien doit s'appuyer sur la plaque inférieure de pitch bend avant de souffler une note pour un pitch bend vers le haut qui sera d'une portée plus limitée par rapport à tous les autres modèles d'EWI à plaque de pitch bend double ; ce sacrifice a apparemment été fait car le maintien du pouce à la même position supporte également le poids plus important de l'instrument. Le Solo a cependant vu l'ajout d'une touche de fa# dédiée aux capteurs de touches de l'EWI. Cette touche, qui n'existait pas sur les modèles EWI précédents, devrait être appréciée par les musiciens qui utilisent le mode de doigté du saxophone au lieu de celui de l'EWI traditionnel.

## Description d'un modèle EWI de la gamme Akai
L'EWI possède un bec équipé de capteurs de pression d'air (contrôle du volume) et de pression des lèvres (vibrato). Les clefs ne se déplacent pas, la détection des doigtés se fait par conductivité (détection de la position des doigts par courant électrique), ce qui permet de jouer très rapidement. L'octave est choisie parmi sept en positionnant le pouce gauche sur un ensemble de rouleaux. Le capteur de pression d'air permet une grande étendue dynamique, en particulier en combinaison avec un synthétiseur analogique. Le contrôleur à vent indique les notes à jouer à un synthétiseur intégré ou externe, il est possible de le connecter à une station de travail numérique afin de produire une plus grande variété de sons. Cet instrument a été utilisé tout particulièrement par les musiciens smooth jazz.

## Modèles d'EWI (de la marqueAkai)

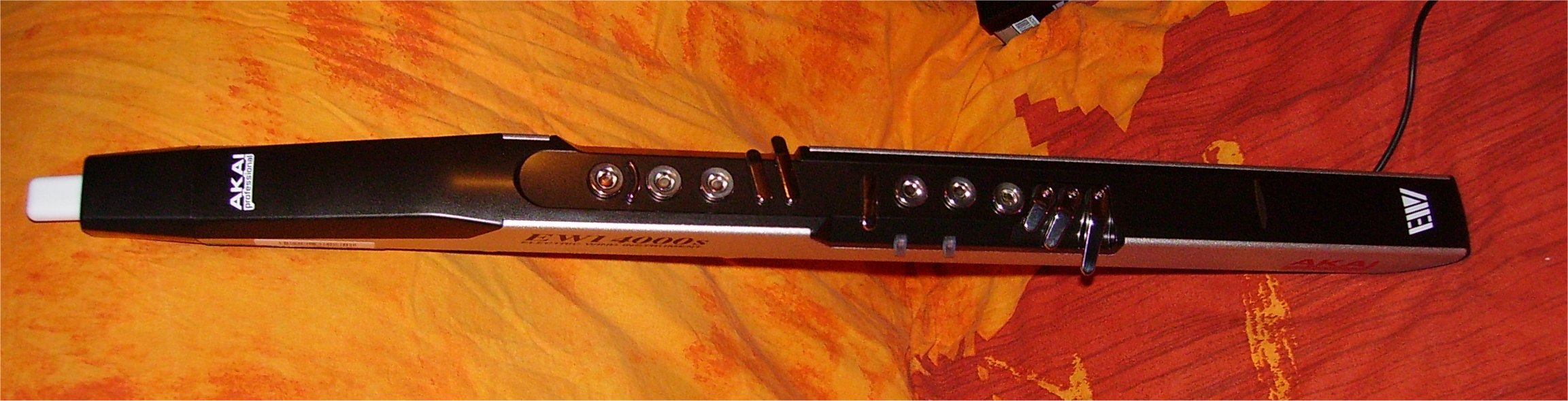
Un EWI 4000S

- EVI1000 et EWI1000 (1987)
- EWV 2000
- EWI 3000/3020m
- EWI 3030m
- EWI 4000S (2006)
- EWI USB (2009)
- EWI 5000 (2014)
- EWI Solo (2020)

## Musiciens
Quelques musiciens ayant joué de l'EWI :
- Michael Brecker[8]
- Bob Mintzer
- Laurent Dehors
- Rémi Biet
- Stéphane Chausse
- Alexandre Roudaut
- Matt Traum
- Mike Phillips
- Steve Tavaglione
- Flow Fourlin
- Courtney Pine
- Bernie Kenerson
- Max Tener